# NGC 3269
NGC 3269 és una galàxia lenticular a la constel·lació de la Màquina Pneumàtica. És un membre del cúmul de la Màquina Pneumàtic, que s'hi troba a uns 40,7 megapàrsecs (137,7 milions d'anys llum) de distància.